# Eñaut Zubikarai
Eñaut Zubikarai Goñi (Ondárroa, Vizcaya, País Vasco, 26 de febrero de 1984) es un portero de fútbol español. Se retiró en el Auckland City de la ISPS Handa Premiership de Nueva Zelanda, donde se desempeña como entrenador de portero.

## Biografía

### Inicios
Eñaut Zubikarai nació el 26 de febrero de 1984 la localidad vizcaína de Ondárroa (País Vasco).
Comenzó su carrera en el club Aurrerá de Ondarroa y pasó a las categorías inferiores de la Real Sociedad. Pasó al segundo equipo de los donostiarras, debutó en liga con la Real Sociedad B el 8 de febrero del 2004 en el partido Real Sociedad B-Caudal (2:1). Su buen papel en el filial realista durante el tramo final de la temporada 2003-04 y durante la campaña 2004-05 le valieron convertirse en un claro candidato a portero del primer equipo.

### SD Eíbar y Real Sociedad B
Antes de pasar al primer equipo fue cedido a la Sociedad Deportiva Eibar, de la Segunda división española, durante la temporada 2005-06. En este equipo solo pudo participar en un partido al sufrir nuevamente una lesión en el hombro izquierdo que le hizo estar de baja durante gran parte de la temporada. Volvió a la Real Sociedad B, y volvió a lesionarse el hombro izquierdo. Por esto, llegó a plantearse no seguir con su carrera deportiva, optando finalmente por continuar.

### Real Sociedad

#### Temporadas 2008/09 y 2009/10
En la temporada 2008-09, tras ser cedido Asier Riesgo al Recreativo de Huelva, Zubikarai encontró por fin un hueco como portero de la primera plantilla de la Real Sociedad y le hicieron ficha con el primer equipo. Fueros sus dos graves lesiones las que atrasaron su llegada al primer equipo. Su debut con la Real Sociedad, con 24 años y medio de edad, se produjo el 3 de septiembre de 2008 en el partido de Copa Real Sociedad- Zaragoza (1:0). Durante la temporada 2008-09 estuvo a la sombra del chileno Claudio Bravo, titular indiscutible y que acabó la temporada obteniendo el Trofeo Zamora. Sin embargo, los frecuentes viajes de Bravo, que debía jugar a lo largo de la temporada con la Selección chilena la fase de clasificación del Mundial 2010, le dieron a Zubikarai la posibilidad de llegar a jugar 9 partidos de Liga esa temporada.

#### Temporada 2010/11
La temporada 2010-11 fue la temporada de estreno del portero en la Primera División Española. Sin embargo, con Bravo recuperado, Zubikarai no tuvo oportunidad de disputarle la titularidad y presenció todos los partidos de Liga desde el banquillo. Solo disputó esa campaña los partidos de Copa del Rey de Fútbol, en la que la Real resultó eliminada por la UD Almería en la primera ronda. 

#### Temporada 2011/12
Tras pasar una temporada prácticamente en blanco, club y jugador trataron de buscar una cesión a otro equipo en el que Zubikarai pudiera disfrutar de más minutos de juego. La cesión de Zubikarai al Hércules CF de Segunda División estuvo prácticamente cerrada en el mes de julio de 2011, pero la cesión quedó en suspenso cuando el club alicantino comunicó a la Real Sociedad que se echaba atrás por motivos económicos. Zubikarai se tuvo que quedar otra temporada más en la Real Sociedad, con escasas oportunidades de jugar, limitándose estas prácticamente a la competición de Copa. Posteriormente tuvo la eliminatoria contra el RCD Mallorca virtualmente encauzada en el partido de vuelta con un resultado parcial favorable de 3:0, pero en una noche en el campo de Son Moix Zubikarai encajó 4 goles en tan solo 7 minutos, lo que dio la vuelta a la eliminatoria y la Real acabó perdiendo 6:1 y siendo eliminada.  En esa temporada Zubikarai debutó en la Primera División española el 10 de abril de 2011 en un partido contra el Real Betis 1:1. Sustituyó a Claudio Bravo que había sido sancionado en el partido anterior con doble tarjeta amarilla camino de los vestuarios.

#### Temporada 2012/13
La temporada 2012-13 comenzó otra vez más como suplente de Claudio Bravo, pero la lesión de este en un entrenamiento al comienzo de la temporada le brindó la oportunidad de ser el primer portero del equipo durante cerca de dos meses. Debutó en el derbi vasco que se jugó el 29 de septiembre, en la 6ª jornada de Liga, en el que la Real ganó por 2:0 al Athletic Club.
Zubikarai no tuvo demasiada suerte el portero canterano en los siguientes partidos, ya que su titularidad coincidió con una racha desfavorable de su equipo. Entre los meses de septiembre y noviembre jugó seis jornadas consecutivos de Liga y una eliminatoria de Copa del Rey, ocho partidos en total. La Real ganó 2 de esos encuentros de Liga (el primero frente al Athletic y el último en casa del Málaga CF por 1:2), empató 1 en Valladolid y perdió 3 encuentros. En la eliminatoria de Copa, la Real resultó eliminada por un equipo de Segunda División, el Córdoba CF tras perder en Córdoba y empatar en Anoeta. Zubikarai encajó 11 goles en esos ocho partidos y solo pudo mantener la portería a 0 en su debut frente al Athletic. Tras reponerse Bravo de su lesión, Zubikarai retornó a la suplencia.
Meses más tarde, el 31 de marzo de 2013, Zubikarai retornó a la titularidad, debido a otra lesión de Claudio Bravo. Fue en el campo del RCD Español en el que la Real Sociedad empató a 2 con el equipo local.
El día 1 de junio de 2013, Zubikarai consigue con la Real una histórica clasificación para la Champions League.

#### Temporada 2013/14
En la temporada 2013-14, Zubikarai continúo un año más como suplente de Claudio Bravo. 
No debutó hasta el 6 de diciembre en la ida de los dieciseisavos de final de la Copa del Rey, en el que la Real empató a uno en el campo del Algeciras Club de Fútbol. Cuatro días después, con los txuri-urdin ya eliminados de la Champions League, Zubikarai debutó en el último partido de la liguilla de grupos de la máxima competición europea, en la que cayeron 0-1 ante el Bayer Leverkusen. También disputó la vuelta de los dieciseisavos de Copa en el que golearon 4-0 al Algeciras, y pasaron a la siguiente ronda.

#### Temporada 2014/15
En esta temporada, Zubikarai empezó de titular, debido a la marcha de Claudio Bravo al FC Barcelona. En Liga recibió un gol en la derrota por 1-0 frente a la SD Eibar en la primera jornada, posteriormente recibió dos goles frente al FC Krasnodar en la vuelta de la previa de la Europa League donde tuvo que sustituir al lesionado Gerónimo Rulli. También disputó la segunda jornada de liga frente al Real Madrid donde la Real consiguió una victoria por 4-2. No fue hasta la jornada 12 y con el nuevo técnico David Moyes, cuando finalmente consiguió dejar su puerta a cero por primera vez en la temporada en el partido ante el RC Deportivo de La Coruña. 
Dejó la portería al argentino Gerónimo Rulli, fichado en verano en sustitución de Claudio Bravo en la jornada 16, tras encajar cuatro goles del Villarreal C.F..
EL 30 de junio de 2015, Zubikarai dejó de ser jugador de la Real Sociedad, al terminar el contrato que los vinculaba.

#### Temporada 2015/16
Ficha por el CD Tondela. En 2016 pasó al Auckland City neozelandés.

## Clubes
| Club                      | País          | Año         |
| ------------------------- | ------------- | ----------- |
| Real Sociedad de Fútbol B | España        | 2003 - 2008 |
| Eibar (Cedido)            | España        | 2005 - 2006 |
| Real Sociedad             | España        | 2008 - 2015 |
| CD Tondela                | Portugal      | 2016        |
| Auckland City             | Nueva Zelanda | 2016 - 2020 |

## Estadísticas
| Temporada             | Club                  | Categoría             | Liga  | Liga   | Copa  | Copa  | Internacional | Internacional | Total | Total  |
| Temporada             | Club                  | Categoría             | Part. | Goles  | Part. | Goles | Part.         | Goles         | Part. | Goles  |
| --------------------- | --------------------- | --------------------- | ----- | ------ | ----- | ----- | ------------- | ------------- | ----- | ------ |
| 2003/04               | Real Sociedad B       | Segunda División B    | 13    | (-12)  | -     | -     | -             | -             | 13    | (-12)  |
| 2004/05               | Real Sociedad B       | Segunda División B    | 28    | (-22)  | -     | -     | -             | -             | 28    | (-22)  |
| 2006/07               | Real Sociedad B       | Segunda División B    | 7     | (-7)   | -     | -     | -             | -             | 7     | (-7)   |
| 2007/08               | Real Sociedad B       | Segunda División B    | 23    | (-22)  | -     | -     | -             | -             | 23    | (-22)  |
| Total Real Sociedad B | Total Real Sociedad B | Total Real Sociedad B | 71    | (-63)  | -     | -     | -             | -             | 71    | (-63)  |
| 2005/06               | Eibar                 | Segunda División      | 1     | (-2)   | -     | -     | -             | -             | 1     | (-2)   |
| Total Eibar           | Total Eibar           | Total Eibar           | 1     | (-2)   | -     | -     | -             | -             | 1     | (-2)   |
| 2008/09               | Real Sociedad         | Segunda División      | 9     | (-9)   | 2     | (-2)  | -             | -             | 11    | (-11)  |
| 2009/10               | Real Sociedad         | Segunda División      | 12    | (-12)  | -     | -     | -             | -             | 12    | (-12)  |
| 2010/11               | Real Sociedad         | Primera División      | 0     | (0)    | 2     | (-5)  | -             | -             | 2     | (-5)   |
| 2011/12               | Real Sociedad         | Primera División      | 1     | (-1)   | 4     | (-9)  | -             | -             | 5     | (-10)  |
| 2012/13               | Real Sociedad         | Primera División      | 7     | (-9)   | 2     | (-4)  | -             | -             | 9     | (-13)  |
| 2013/14               | Real Sociedad         | Primera División      | 1     | (-3)   | 8     | (-5)  | 1             | (-1)          | 10    | (-9)   |
| 2014/15               | Real Sociedad         | Primera División      | 16    | (-24)  | 1     | (-1)  | 4             | (-4)          | 21    | (-29)  |
| Total Real Sociedad   | Total Real Sociedad   | Total Real Sociedad   | 46    | (-58)  | 19    | (-26) | 5             | (-5)          | 70    | (-89)  |
| 2016                  | Tondela               | Primera División      | 5     | (-12)  | -     | -     | -             | -             | 5     | (-12)  |
| Total Tondela         | Total Tondela         | Total Tondela         | 5     | (-12)  | -     | -     | -             | -             | 5     | (-12)  |
| 2016/17               | Auckland City         | Primera División      | 19    | (-16)  | -     | -     | 8             | (-3)          | 27    | (-19)  |
| 2017/18               | Auckland City         | Primera División      | 20    | (-10)  | -     | -     | 7             | (-3)          | 27    | (-13)  |
| 2018/19               | Auckland City         | Primera División      | 17    | (-19)  | -     | -     | 4             | (-1)          | 21    | (-20)  |
| 2019/20               | Auckland City         | Primera División      | 4     | (-7)   | -     | -     | 0             | (0)           | 4     | (-7)   |
| Total Auckland City   | Total Auckland City   | Total Auckland City   | 59    | (-52)  | -     | -     | 19            | (-7)          | 79    | (-59)  |
| Total carrera         | Total carrera         | Total carrera         | 182   | (-186) | 19    | (-26) | 24            | (-12)         | 225   | (-224) |

- Actualizado a 11 de noviembre de 2019.

## Palmarés

### Campeonatos nacionales (3)
| Título      | Club          | País          | Año  |
| ----------- | ------------- | ------------- | ---- |
| Premiership | Auckland City | Nueva Zelanda | 2018 |
| Charity Cup | Auckland City | Nueva Zelanda | 2018 |
| Premiership | Auckland City | Nueva Zelanda | 2020 |

### Campeonatos internacionales (1)
| Título               | Club          | País          | Año  |
| -------------------- | ------------- | ------------- | ---- |
| OFC Champions League | Auckland City | Nueva Zelanda | 2017 |